# Tarik Black
Tarik Bernard Black (Memphis, 22 novembre 1991) è un cestista statunitense.

## Statistiche

### NCAA
| Anno      | Squadra         | PG  | PT | MP   | TC%  | 3P% | TL%  | RP  | AP  | PRP | SP  | PP   |
| --------- | --------------- | --- | -- | ---- | ---- | --- | ---- | --- | --- | --- | --- | ---- |
| 2010-2011 | Memphis Tigers  | 35  | 24 | 22,6 | 52,8 | -   | 58,7 | 5,0 | 0,3 | 0,8 | 1,6 | 9,1  |
| 2011-2012 | Memphis Tigers  | 35  | 31 | 25,6 | 68,9 | -   | 59,4 | 4,9 | 0,2 | 0,6 | 1,5 | 10,7 |
| 2012-2013 | Memphis Tigers  | 32  | 5  | 20,7 | 58,9 | -   | 44,8 | 4,8 | 0,4 | 0,7 | 0,6 | 8,1  |
| 2013-2014 | Kansas Jayhawks | 33  | 15 | 13,5 | 69,2 | 0,0 | 60,0 | 3,9 | 0,3 | 0,3 | 0,5 | 5,5  |
| Carriera  | Carriera        | 135 | 75 | 20,7 | 61,4 | 0,0 | 55,5 | 4,7 | 0,3 | 0,6 | 1,1 | 8,4  |

#### Massimi in carriera
- Massimo di punti: 26 vs Texas-El Paso (18 febbraio 2012)[1]
- Massimo di rimbalzi: 13 (3 volte)
- Massimo di assist: 3 (2 volte)
- Massimo di palle rubate: 4 vs Central Florida (2 marzo 2013)
- Massimo di stoppate: 7 vs Robert Morris (29 dicembre 2011)
- Massimo di minuti giocati: 38 vs Xavier (4 febbraio 2012)

### NBA

#### Regular Season
| Anno      | Squadra         | PG  | PT | MP   | TC%  | 3P%  | TL%  | RP  | AP  | PRP | SP  | PP  |
| --------- | --------------- | --- | -- | ---- | ---- | ---- | ---- | --- | --- | --- | --- | --- |
| 2014-2015 | Houston Rockets | 25  | 12 | 15,7 | 54,2 | 0,0  | 51,7 | 5,1 | 0,3 | 0,2 | 0,1 | 4,2 |
| 2014-2015 | L.A. Lakers     | 38  | 27 | 21,1 | 58,9 | -    | 56,2 | 6,3 | 0,9 | 0,3 | 0,6 | 7,2 |
| 2015-2016 | L.A. Lakers     | 39  | 0  | 12,7 | 54,8 | -    | 42,2 | 4,0 | 0,4 | 0,4 | 0,5 | 3,4 |
| 2016-2017 | L.A. Lakers     | 67  | 16 | 16,3 | 51,0 | 50,0 | 75,2 | 5,1 | 0,6 | 0,4 | 0,7 | 5,7 |
| 2017-2018 | Houston Rockets | 51  | 2  | 10,5 | 59,1 | 9,1  | 46,0 | 3,2 | 0,3 | 0,4 | 0,6 | 3,5 |
| Carriera  | Carriera        | 220 | 57 | 15,1 | 55,0 | 14,3 | 58,2 | 4,7 | 0,5 | 0,4 | 0,5 | 4,9 |

#### Play-off
| Anno     | Squadra         | PG | PT | MP  | TC%  | 3P% | TL% | RP  | AP  | PRP | SP  | PP  |
| -------- | --------------- | -- | -- | --- | ---- | --- | --- | --- | --- | --- | --- | --- |
| 2018     | Houston Rockets | 7  | 0  | 2,7 | 25,0 | -   | -   | 0,9 | 0,3 | 0,0 | 0,1 | 0,3 |
| Carriera | Carriera        | 7  | 0  | 2,7 | 25,0 | -   | -   | 0,9 | 0,3 | 0,0 | 0,1 | 0,3 |

#### Massimi in carriera
- Massimo di punti: 18 vs Minnesota Timberwolves (10 aprile 2015)[1]
- Massimo di rimbalzi: 19 vs Dallas Mavericks (12 aprile 2015)
- Massimo di assist: 3 (7 volte)
- Massimo di palle rubate: 2 (14 volte)
- Massimo di stoppate: 3 (2 volte)
- Massimo di minuti giocati: 38 vs Sacramento Kings (11 aprile 2018)

### Eurolega
| Anno      | Squadra              | PG | PT | MP   | TC%  | 3P% | TL%  | RP  | AP  | PRP | SP  | PP   |
| --------- | -------------------- | -- | -- | ---- | ---- | --- | ---- | --- | --- | --- | --- | ---- |
| 2018-2019 | Maccabi Tel Aviv     | 26 | 24 | 21,5 | 69,5 | 0,0 | 68,4 | 5,4 | 0,7 | 0,5 | 0,8 | 11,0 |
| 2019-2020 | Maccabi Tel Aviv     | 11 | 11 | 19,7 | 61,8 | -   | 69,6 | 4,8 | 1,0 | 0,8 | 0,7 | 9,1  |
| 2020-2021 | Zenit S. Pietroburgo | 13 | 7  | 14,8 | 54,2 | 0,0 | 75,0 | 3,5 | 0,4 | 0,7 | 0,6 | 5,2  |
| 2022-2023 | Olympiakos           | 35 | 1  | 10,4 | 63,0 | -   | 67,5 | 1,7 | 0,5 | 0,6 | 0,3 | 4,4  |
| Carriera  | Carriera             | 85 | 43 | 15,7 | 64,7 | 0,0 | 68,9 | 3,5 | 0,6 | 0,6 | 0,6 | 7,1  |

## Palmarès

### Squadra
- Campionato israeliano: 1

Maccabi Tel Aviv: 2018-2019
- Campionato greco: 1

Olympiakos: 2022-2023
- Coppa di Grecia: 1

Olympiakos: 2022-2023
- FIBA Europe Cup: 1

Bahçeşehir: 2021-2022

### Individuale
- All-Israeli League Second Team: 1

Maccabi Tel Aviv: 2018-2019